# Национальная библиотека Калмыкии
Национа́льная библиоте́ка Калмы́кии — центральная библиотека Республики Калмыкия, научное государственное общедоступное книгохранилище универсального профиля, находящееся в городе Элиста, Калмыкия. Национальная библиотека является крупным библиотечным-информационным, культурным, образовательным и методическим центром Калмыкии. Названа в честь калмыцкого писателя Антона Мудреновича Амур-Санана.

## История
Библиотека была открыта в 1958 году и первоначально носила название «Калмыцкая областная библиотека». В марте 1960 года библиотека была переименована в Республиканскую универсальную научную библиотеку Калмыцкой АССР. В 1967 году библиотеке было присвоено имя калмыцкого писателя Антона Мудреновича Амур-Санана, в честь которого около входа в библиотеку была установлена скульптурная композиция с его изображением.
20 апреля 1992 года решением № 127 Совета Министров Калмыкии библиотеке был присвоен статус национальной; она была переименована в Национальную библиотеку Калмыкии.
13 июня 2006 года детская библиотека имени Н. Очирова стала филиалом Национальной библиотеки Калмыкии.
С мая 2008 по май 2010 года происходила реконструкция основного здания библиотеки. После ремонта к зданию был присоединён информационно-образовательный центр для детей и юношества. 28 октября 2010 года состоялось торжественное открытие Национальной библиотеки Калмыкии.

## В настоящее время
Фонд Национальной библиотеки Калмыкии составляет около 800 тысяч печатных изданий. В библиотеку входят около 20 подразделений. В библиотеке сегодня работают 164 сотрудника. В настоящее время в Национальной библиотеке Калмыкии регулярно проходят различные культурные мероприятия, научные конференции и презентации, организуются постоянные выставки. Электронный каталог библиотеки содержит более 57 тысяч библиографических записей.